# Гордан Николић (сликар)
Гордан Николић (Дежева, 1951) је српски академски сликар.

## Биографија
Гордан Николић је рођен 1951. године у Дежеви код Новог Пазара. Дипломирао је 1982. године, а магистрирао 1985. године на Факултету ликовних уметности у Београду у класи проф. Раденка Мишевића. Био је редовни је професор на Факултету ликовних уметности у Београду на сликарском одсеку. Радио је као професор по позиву на Факултету ликовних умјетности на Цетињу, као и на многим другим факултетима и академијама.
Члан је Удружења ликовних уметника Србије (УЛУС).
Активно излаже од 1979. године, и до сада је имао 16 самосталних изложби, а излагао је на многим значајним групним изложбама у земљи и иностранству, и учествовао у раду бројних ликовних колонија у Србији, Аустрији, Мађарској, Грчкој, Швајцарској и Енглеској.
По препоруци Музеја савремене уметности у Београду, 1986. године учествовао у раду XXI Internationale Malerwochen in der Steiermark у Грацу.

## Изложбе
- Београд, Галерија Дома омладине, слике, 1984.
- Ивањица, Дом културе, слике, 1986.
- Врање, Галерија Народног универзитета, цртежи, 1987.
- Лондон, Галерија East West, слике, 1990.
- Београд, Галерија Факултета ликовних уметности, Маске, 1993.
- Београд, Галерија DANNIA ART, слике, 1994.
- Београд, Галерија Zepter, слике, 1996.
- Београд, Радионица за поправку града, Маске, 1996/1997.
- Београд, Галерија Хаос, Маске, 1997.
- Београд, Галерија СОХО, слике, 2001.
- Београд, Галерија Хаос, слике и цртежи, 2001.
- Београд, Продајна галерија Београд, акварели и цртежи (са Олгицом Лазаревић), 2005
- Београд, Sohoy Art, промоција каталога и изложба слика, 2005.
- Подгорица, Галерија центра за савремену умјетност, Маске, 2008.
- Београд, Галерија Арте, Маске, 2008.
- Крагујевац, Градска галерија Мостови Балкана, Маске, 2009/2010.
- Београд, Галерија Неw Момент, "Слојеви бесконачности", 2016.[1]
- Буковичка Бања, 57. смотра уметности "Мермер и звуци", 2022.[2]
- Београд, Галерија Луцида, "Сва лица једне маске", 2023.[3]
- Београд, Галерија АРТЕ, Студентски културни центар и галерија ДАР МАР, Промоција монографије и изложба слика, 2024.[4][5]

## Награде
- Београд, Награда ФЛУ за цртеж, 1978.
- Књажевац, Награда за цртеж, Фестивал културе младих Србије, 1982.
- Ивањица, Награда за сликарство, Југословенска колонија младих, 1983.
- Београд, Награда за цртеж, Друго бијенале југословенског цртежа, 1983.
- Београд, Златно перо, 1985.
- Београд, Премија републичке заједнице за самосталну изложбу у галерији Дома омладине Београд 1984/85. године, 1986.
- Крагујевац, Награда у рангу прве, АРТИЈА 02 - Међународно бијенале уметности, радови на папиру и од папира, 2020.

## Збирке
- Музеј савремене уметности, Београд
- Neue Gallerie, Грац
- Фонд Мадлена Јанковић, Београд
- Приватне збирке и галерије у земљи и иностранству